# بيتر ماكونيل
بيتر ماكونيل (بالإنجليزية: Peter McConnell)‏ هو ملحن أمريكي، ولد في 1960 في بيتسبرغ في الولايات المتحدة.

## وصلات خارجية
- الموقع الرسمي
- بيتر ماكونيل على موقع IMDb (الإنجليزية)
- بيتر ماكونيل على موقع ميوزك برينز (الإنجليزية)
- بيتر ماكونيل على موقع أول ميوزيك (الإنجليزية)
- بيتر ماكونيل على موقع ديسكوغز (الإنجليزية)